# Mandres-la-Côte
Mandres-la-Côte és un municipi francès situat al departament de l'Alt Marne i a la regió del Gran Est. L'any 2007 tenia 513 habitants.

## Demografia

### Població
El 2007 la població de fet de Mandres-la-Côte era de 513 persones. Hi havia 196 famílies de les quals 43 eren unipersonals (16 homes vivint sols i 27 dones vivint soles), 63 parelles sense fills, 86 parelles amb fills i 4 famílies monoparentals amb fills.
La població ha evolucionat segons el següent gràfic:
Habitants censats

### Habitatges
El 2007 hi havia 226 habitatges, 196 eren l'habitatge principal de la família, 8 eren segones residències i 22 estaven desocupats. 222 eren cases i 4 eren apartaments. Dels 196 habitatges principals, 155 estaven ocupats pels seus propietaris, 37 estaven llogats i ocupats pels llogaters i 4 estaven cedits a títol gratuït; 5 tenien dues cambres, 37 en tenien tres, 64 en tenien quatre i 90 en tenien cinc o més. 147 habitatges disposaven pel capbaix d'una plaça de pàrquing. A 66 habitatges hi havia un automòbil i a 102 n'hi havia dos o més.

### Piràmide de població
La piràmide de població per edats i sexe el 2009 era:
| Homes | Edats   | Dones |
| ----- | ------- | ----- |
| 0     | 95 o +  | 0     |
| 0     | 90 a 94 | 0     |
| 4     | 85 a 89 | 0     |
| 0     | 80 a 84 | 0     |
| 24    | 75 a 79 | 8     |
| 4     | 70 a 74 | 16    |
| 16    | 65 a 69 | 16    |
| 12    | 60 a 64 | 8     |
| 12    | 55 a 59 | 8     |
| 20    | 50 a 54 | 20    |
| 24    | 45 a 49 | 20    |
| 8     | 40 a 44 | 28    |
| 12    | 35 a 39 | 0     |
| 8     | 30 a 34 | 4     |
| 4     | 25 a 29 | 16    |
| 24    | 20 a 24 | 12    |
| 8     | 15 a 19 | 16    |
| 8     | 10 a 14 | 16    |
| 8     | 5 a 9   | 0     |
| 4     | 0 a 4   | 12    |

## Economia
El 2007 la població en edat de treballar era de 320 persones, 252 eren actives i 68 eren inactives. De les 252 persones actives 234 estaven ocupades (132 homes i 102 dones) i 19 estaven aturades (6 homes i 13 dones). De les 68 persones inactives 23 estaven jubilades, 19 estaven estudiant i 26 estaven classificades com a «altres inactius».

### Ingressos
El 2009 a Mandres-la-Côte hi havia 202 unitats fiscals que integraven 523 persones, la mediana anual d'ingressos fiscals per persona era de 16.451 €.

### Activitats econòmiques
Dels 22 establiments que hi havia el 2007, 1 era d'una empresa alimentària, 5 d'empreses de fabricació d'altres productes industrials, 4 d'empreses de construcció, 5 d'empreses de comerç i reparació d'automòbils, 1 d'una empresa de transport, 1 d'una empresa d'hostatgeria i restauració, 3 d'empreses immobiliàries i 2 d'empreses classificades com a «altres activitats de serveis».
Dels 7 establiments de servei als particulars que hi havia el 2009, 1 era una oficina de correu, 3 tallers de reparació d'automòbils i de material agrícola, 1 electricista, 1 perruqueria i 1 restaurant.
Dels 2 establiments comercials que hi havia el 2009, 1 era una botiga de menys de 120 m² i 1 una fleca.
L'any 2000 a Mandres-la-Côte hi havia 6 explotacions agrícoles que ocupaven un total de 390 hectàrees.

## Equipaments sanitaris i escolars
El 2009 hi havia una escola elemental.

## Poblacions més properes
El següent diagrama mostra les poblacions més properes.